# Kangal (Sivas)
Kangal ist eine Kleinstadt und Hauptort des gleichnamigen Landkreises (İlçe) in der zentralanatolischen Provinz Sivas. Die Stadt liegt etwa 90 Straßenkilometer (Luftlinie: 65 km) südsüdöstlich von der Provinzhauptstadt Sivas. Der ursprüngliche Name lautete Kangara, laut Stadtsiegel wurde der Ort 1923 in den Rang einer Gemeinde (Belediye) erhoben.

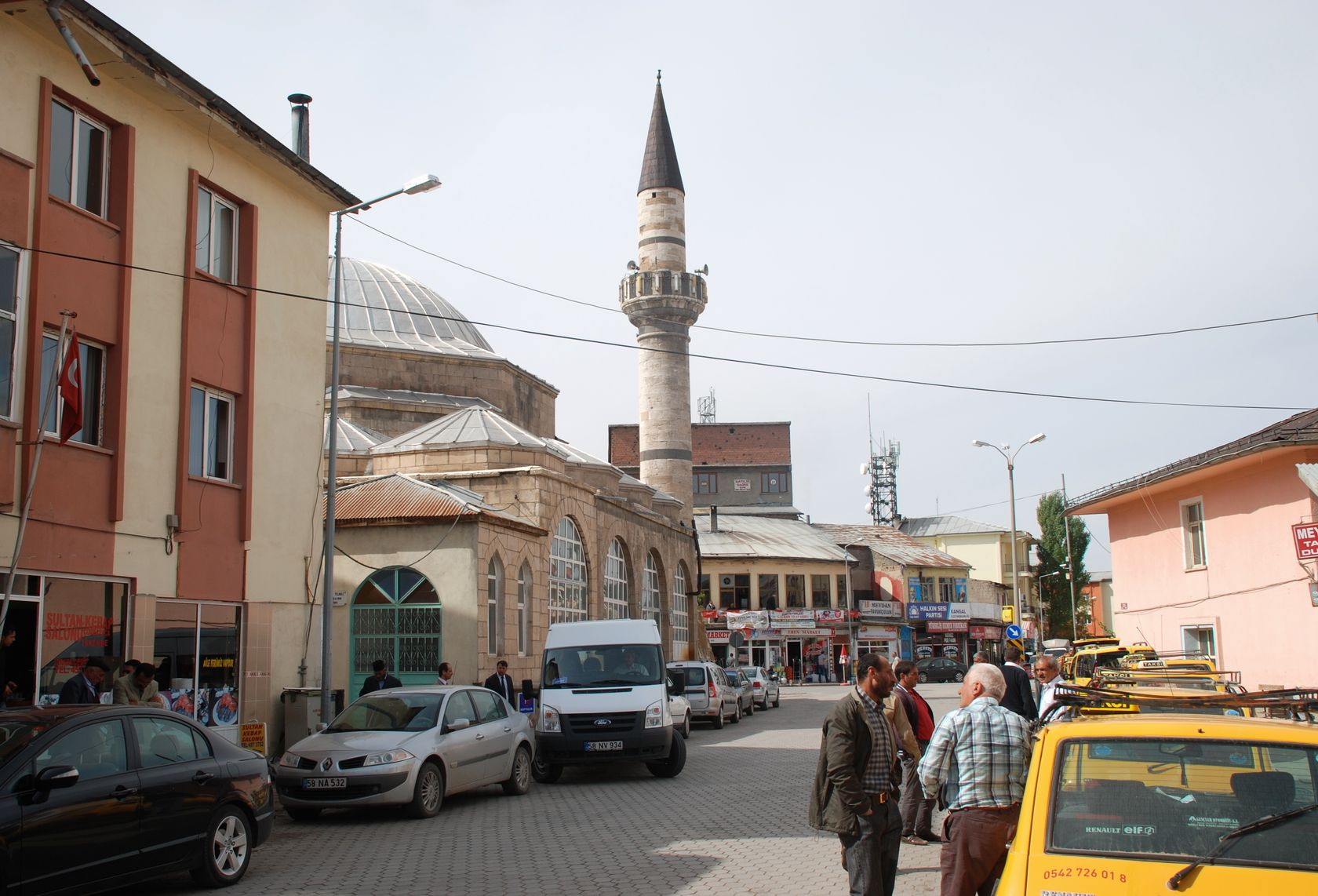
Zentrum mit der Hauptmoschee
Ulu Karsi Cami von 1968

Kangal liegt knapp 70 Kilometer südöstlich von Sivas an der Schnellstraße nach Malatya (D 850). Eine weitere Straße, die D 260, führt nach Osten über den 1950 Meter hohen Pass Karasar Geçidi in der Yama-Bergkette bis ins 68 Kilometer entfernte Divriği. Kangal hat Eisenbahnanschluss. Die Stadt ist ein landwirtschaftliches Versorgungszentrum für die umliegenden Dörfer.

## Landkreis
Der Landkreis (bzw. Kaza als Vorgänger) bestand schon bei Gründung der Türkischen Republik 1923. Zur ersten Volkszählung 1927 hatte er eine Einwohnerschaft von 33.408 (in 131 Ortschaften auf 3.950 km² Fläche), davon 1.671 Einwohner im gleichnamigen Verwaltungssitz.
Der Landkreis Kangal liegt im Süden der Provinz und ist der zweitgrößte hier. Er grenzt im Westen an den Kreis Altınyayla, im Nordosten an den Kreis Ulaş, im Nordosten an den Kreis Zara, im Osten an den Kreis Divriği und im Süden an den Kreis Gürün. Die Außengrenzen bilden die Provinzen Kayseri im Westen und Malatya im Südosten.
Ende 2020 bestand der Kreis aus der Kreisstadt (9.279 Einw.) und 103 Dörfern mit insgesamt 11.481 Einwohnern, die durchschnittliche Dorfbevölkerung lag also bei 102,5. Die Skala der Einwohnerzahlen reichte von über Tausend bis herunter auf 12 (Akdere). Die größten Dörfer waren Alacahan (1.141), Çetinkaya (1.028) und Havuz (905 Einw.). 30 Dörfer hatten mehr Einwohner als der Durchschnitt, 82 Dörfer hatten weniger als 100 Einwohner. Bei der niedrigen Bevölkerungsdichte (6,2 Einw. je km²) betrug der Verstädterungsgrad 44,70 Prozent.

## Geschichte
Carl Ritter gab 1859 die Reisebeschreibung des armenischen Patriarchen Macarius wieder, wonach Kangal 1695 eine Karawanenstation auf dem Weg zwischen Konstantinopel und Persien war. Nach archäologischen Funden existierte eine Handelsroute zwischen Sivas und der Ebene von Malatya über Ulaş, Kangal und Alacahan nahezu ohne zeitliche Unterbrechung bereits seit der Mitte des 3. Jahrtausends v. Chr.

## Sonstiges
Die Stadt ist auch bekannt für die in der Region gezüchtete Hunderasse Kangal. Nach ihrem Vorkommen in der Region heißen die Rötlichen Saugbarben auch „Kangalfische“. Der Ortsname Kangal ist vom Ethnonym Kaŋlı, Kangly, Kangar abgeleitet, das bis heute bei den Turkvölkern Zentralasiens als Stammesname vorkommt.

## Söhne und Töchter der Stadt
- Muhlis Akarsu (1948–1993), Bağlama-Spieler und Sänger
- Sabahat Akkiraz (* 1955), Sängerin
- Asadur Asadian (* 1951), deutscher Künstler
- Efgani Dönmez (* 1976), österreichischer Politiker